# 裁缝

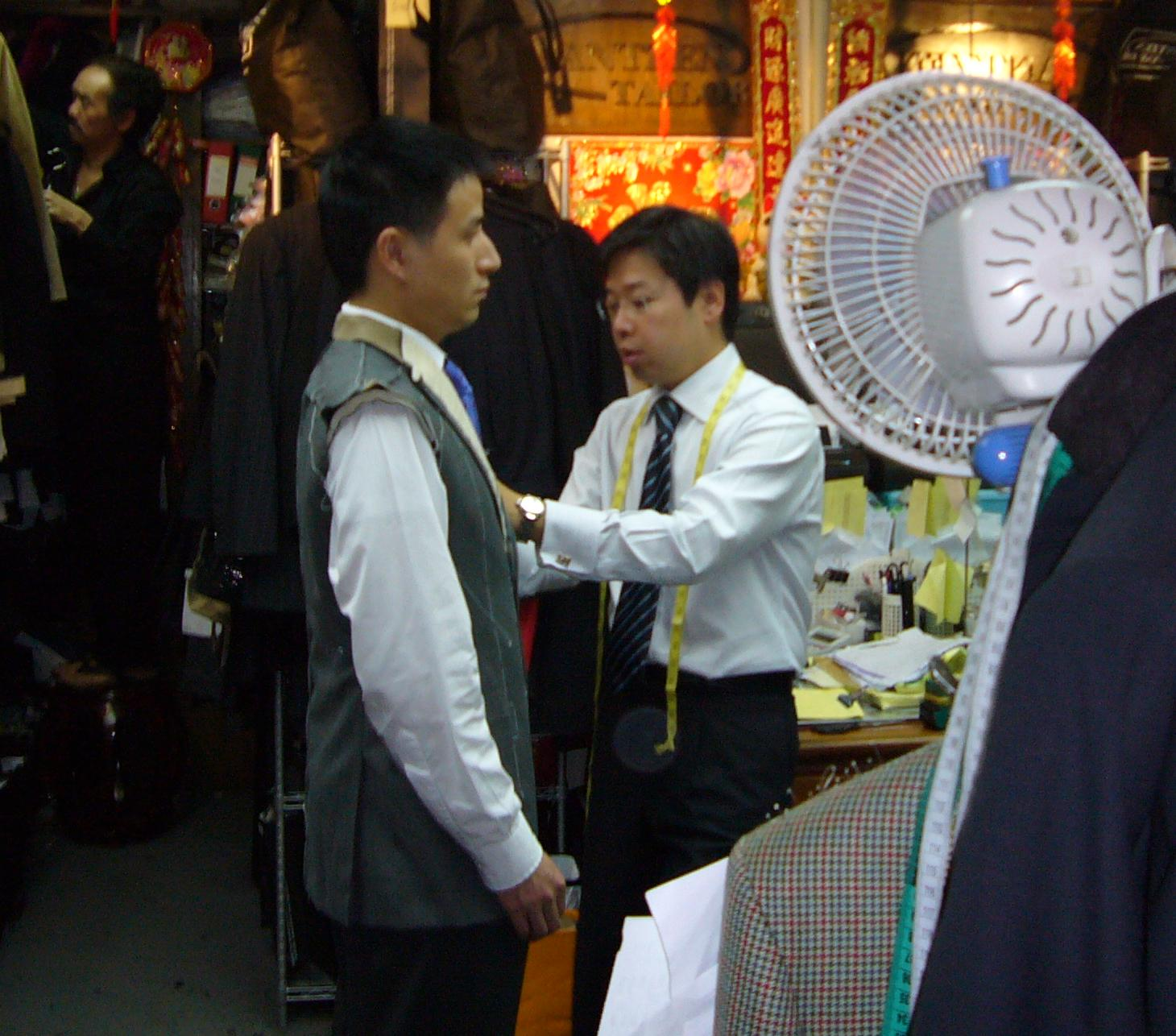
香港一位裁缝正為顧客度身

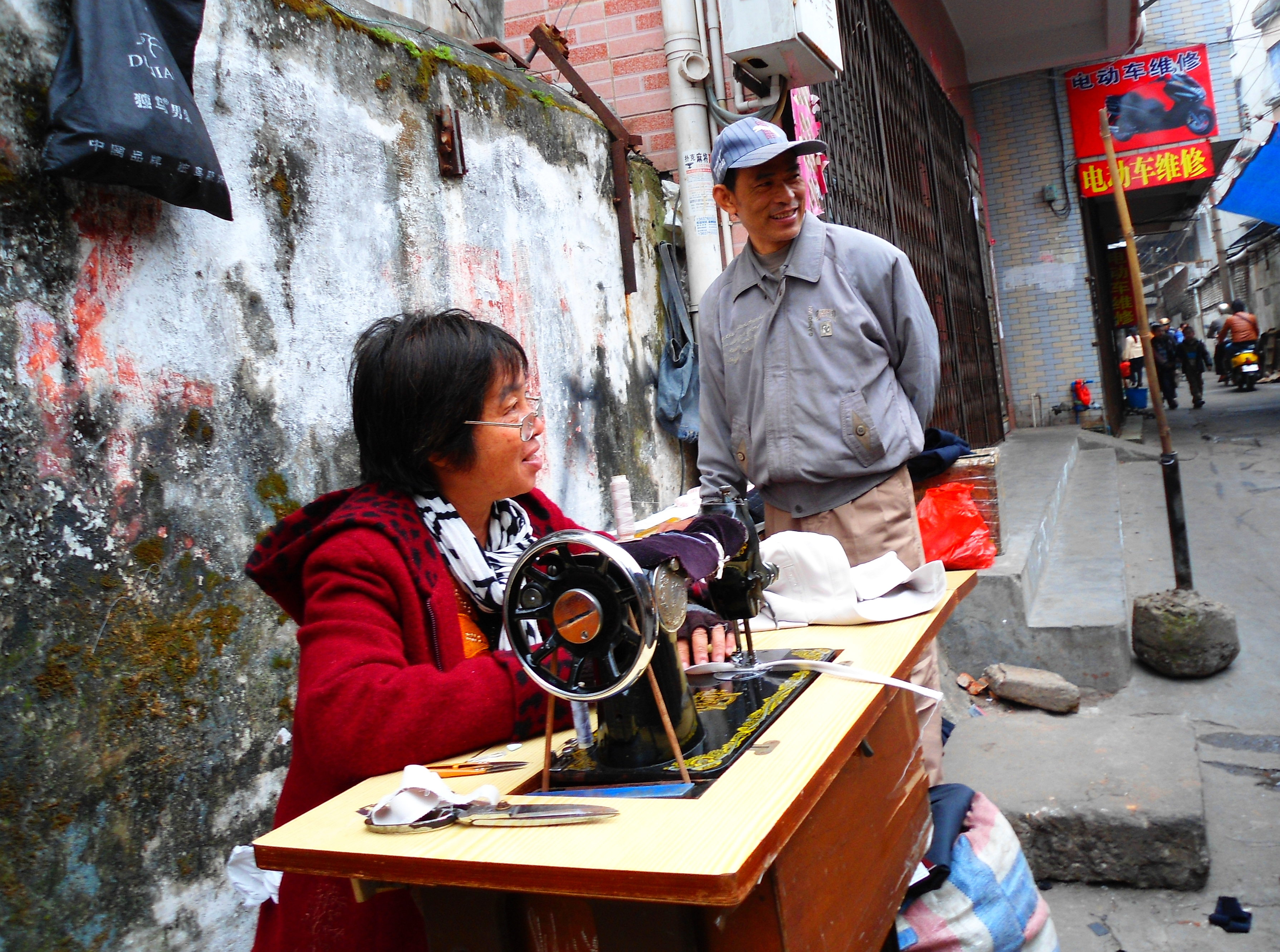
海南島海口的街頭裁縫

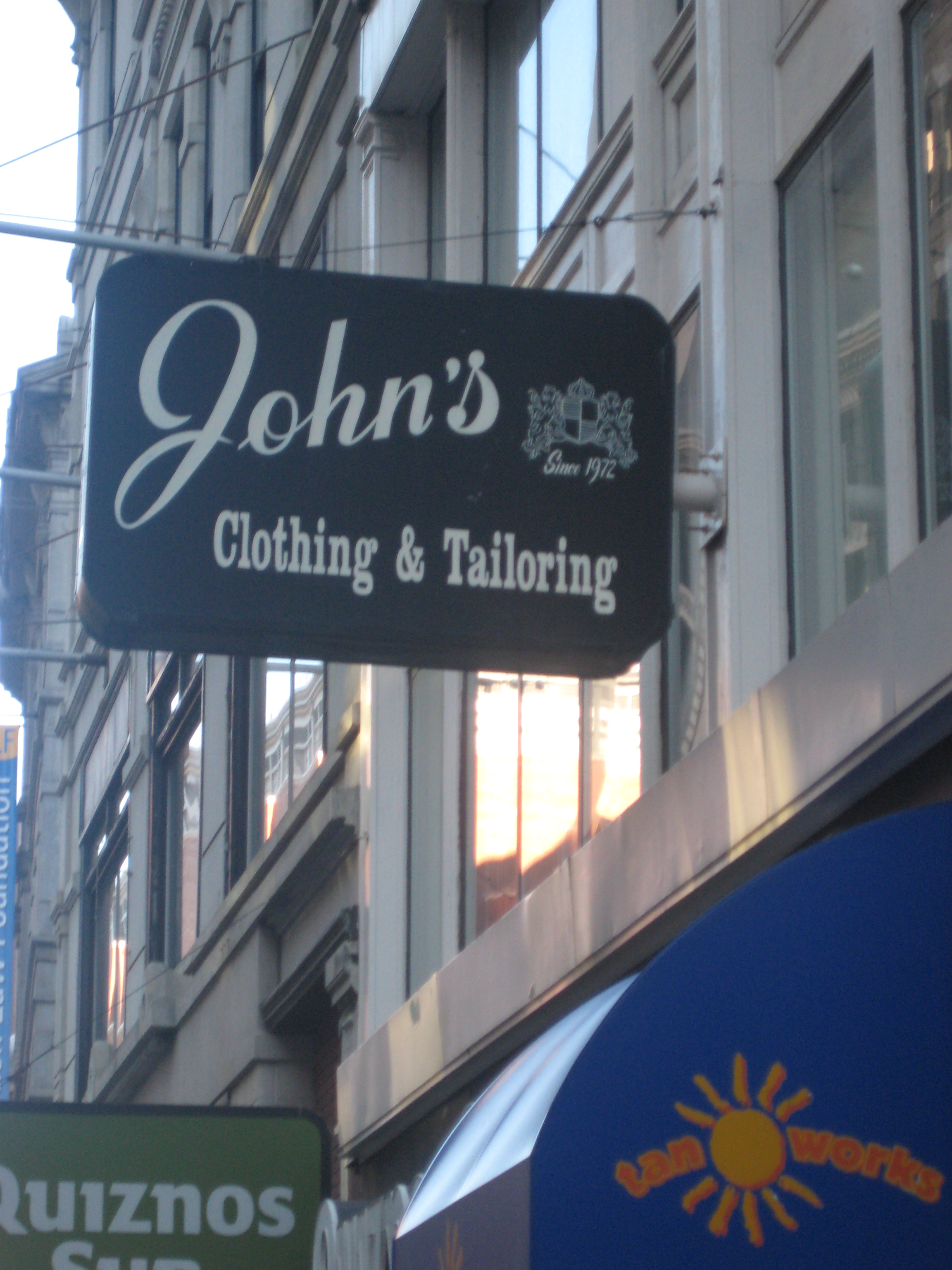
波士頓的服裝與裁縫店

裁缝，指手工裁剪縫紉制作、修补衣服和其他紡織品的職業。隨著紡織工業的發展裁縫逐漸分化，分爲修補衣服者或者高溢價的手工服裝製造者。

## 历史
中国古代敬轩辕氏为祖师爷。1896年，江良通开设中国第一家西服店。1911年，红帮裁缝“荣昌祥”曾经为孙中山缝制第一套中山装。
英国伦敦薩佛街为世界上著名的裁缝街。

## 中国南方民间习惯
在中国大陆改革开放前，做衣服一般集中在春节前或家庭全年的空闲时间。各家做衣服时必须请裁缝师傅上门量体裁衣，裁缝师傅必须在自己家里工作。请裁缝做衣服的家庭除支付裁缝师傅（有的还带有徒弟）的工钱外，还必须负责他（们）工作期间的伙食。

## 臺灣的洋裁普及化
日治時期臺灣1904年〈公學校規則改正〉下公學校女學生學習科目中增加了裁縫科，但在師資不足的情況下，裁縫科的學習內容主要為衣服的洗滌與保存法；1910年大橋捨三郎《臺灣公學校六個年程度裁縫科目教授細目案》，與1913年《公學校教授要目第二篇 農業科，裁縫及家事科》皆明確提出公學校裁縫科教學的教導項目與時程，教導內容多以實用為主，並會隨著公學校所教導地區的特性，來決定課程編撰要目。1922年新臺灣教育令發佈，公學校裁縫科教育宗旨崇尚素樸節省，學生裁縫多學習日常生活中可取到的材料，但裁縫教育仍就區分了臺式裁縫（後簡稱臺裁）、日式裁縫與洋裁，造成教學上的不便。
洋裁物質節約，洋服穿著活動便利成為洋裁興盛的主因。 戰後屬於社會教育的補習教育也注重洋裁，如1948年稻江洋裁補習學校（今臺北市私立稻江高級護理家事職業學校）出版《洋裁全書》共三輯。 1949「臺灣省公私立短期補習班管理辦法」的頒布，使裁縫等技藝相關補習班蓬勃發展。 裁縫相關補習學校帶動戰後臺灣婦女學習洋裁的風潮，其中包含戰後遷臺的眷村女性，丈夫薪水微薄，家庭經濟困頓，軍眷便報名洋裁補習班，在速成後在臺灣省婦女會的協助下，接手工裁縫的工作。 1950年代臺灣積極發展國家建設，秉持發展家政教育以健全社會、建設國家的理念，謝東閔於1957年成立實踐家政專科學校。 1960年代臺灣產業轉型為輕工業社會，迎接「家庭即工廠」時代。

## 裁缝工具
- 剪刀
- 针
- 线
- 缝纫机
- 锁边机
- 软尺
- 大头针
- 牛皮纸
- 熨斗

## 延伸閲讀
- 高级定制服装